# Karin Krüger
Karin Krüger (8 de agosto de 1958) es una deportista alemana que compitió para la RFA en judo. Ganó una medalla en el Campeonato Mundial de Judo de 1982, y seis medallas en el Campeonato Europeo de Judo entre los años 1978 y 1992.

## Palmarés internacional
| Campeonato Mundial | Campeonato Mundial      | Campeonato Mundial | Campeonato Mundial |
| Año                | Lugar                   | Medalla            | Categoría          |
| ------------------ | ----------------------- | ------------------ | ------------------ |
| 1982               | París (Francia)         | Medalla de plata   | –66 kg             |
| Campeonato Europeo |                         |                    |                    |
| Año                | Lugar                   | Medalla            | Categoría          |
| 1978               | Colonia (RFA)           | Medalla de oro     | –66 kg             |
| 1979               | Kerkrade (Países Bajos) | Medalla de bronce  | –66 kg             |
| 1982               | Oslo (Noruega)          | Medalla de bronce  | –66 kg             |
| 1987               | París (Francia)         | Medalla de plata   | –66 kg             |
| 1990               | Fráncfort (RFA)         | Medalla de oro     | –72 kg             |
| 1992               | París (Francia)         | Medalla de bronce  | –72 kg             |